# Eupithecia somereni
Eupithecia somereni är en fjärilsart som beskrevs av Louis Beethoven Prout 1935. Eupithecia somereni ingår i släktet Eupithecia och familjen mätare. Inga underarter finns listade i Catalogue of Life.